# 高崎前橋バイパス
高崎前橋バイパス（たかさきまえばしバイパス）は、群馬県高崎市並榎町から前橋市石倉町へ至る延長9.1kmの国道17号のバイパスである。高崎市問屋町西付近で上越新幹線・北陸新幹線と、前橋市石倉町付近で上越線と交差する。
通称名は略称の「高前バイパス」であるが、地図によっては「東国文化歴史街道」の一部とされているものもある。

## 概要
- 起点 群馬県高崎市並榎町（君が代橋東交差点）
- 終点 群馬県前橋市石倉町（石倉3丁目交差点）
- 全長 9.1km
- 開通 1966年（昭和41年）4月25日

## 通過市町村
- 群馬県
  - 高崎市
  - 前橋市

## 交差する主な道路
- 国道17号倉賀野バイパス、国道18号、国道354号 - 高崎市並榎町（君が代橋東交差点）
- 群馬県道29号あら町下室田線 - 同市上並榎町（上並榎町交差点）
- 群馬県道25号高崎渋川線（現道） - 同市下小鳥町（下小鳥町交差点）
- 高崎市道高崎環状線 - 同市緑町（緑町交差点）
- 高崎市道中央通り線 および 群馬県道25号高崎渋川線（高崎渋川線バイパス） - 同市浜尻町（問屋町入口交差点）
- 関越自動車道（前橋インターチェンジ）- 同市中尾町
- 前橋市道西部環状線 - 前橋市元総社町（元総社町南交差点）
- 群馬県道10号前橋安中富岡線 - 同市元総社町（元総社町東交差点）
  - わずか数十メートルであるが、群馬県道10号前橋安中富岡線と重複する。
- 群馬県道10号前橋安中富岡線（産業道路）- 同市元総社町 （NHK前交差点）
- 群馬県道12号前橋高崎線（旧17号）および 群馬県道105号総社石倉線 - 石倉町（石倉3丁目交差点）

## 歴史

### 戦前
戦前、東京から新潟を結ぶ国道は9号線として指定されていたが、三国街道自体は高崎から金古、渋川へと抜けていたため、高崎〜前橋を短距離で結ぶ幹線道路が存在していなかった。この為、当時の高崎連隊と群馬県庁を連絡するために、1931年（昭和6年）に現在の群馬県道12号前橋高崎線に当たる道路が整備された。当時は経済不況に見舞われており、失業救済としての事業であった。この路線は、高崎市飯玉町から前橋市石倉町の間の6.5kmで、市街地部は拡幅、郊外は新道として幅員8〜9m、舗装は瀝青乳剤マカダム舗装で施工された。高前バイパス開通までは「前橋新道」と呼ばれた。

### 戦後
こうして整備された道路も、戦後には幅員が狭い道路として幹線道路としての機能に支障を来していた。この為、1960年（昭和35年）に第2次道路整備計画の一環として、高崎市と前橋市を結ぶ大規模道路として、北関東で初の4車完全分離で計画されたのが当バイパスである。1961年（昭和36年）より用地買収が開始され、1966年（昭和41年）に供用開始した。設計については道路区分3種1級、設計速度80km/h、幅員構成については通常の車道に加え、緩速車道を設置した構造とした。
当初は自動車専用道路とする案もあったが、側道を含めると幅員が大きくなってしまうため、高緩速交通を分離できる構造となったものである。計画当初の交通量は1日8,500台であったが、1964年（昭和39年）には石倉町付近で1日20,000台を超えるようになった。この為、早期開通を望む声があがり、舗装工事が仕上がった高崎市下小鳥町から前橋市石倉町までの7kmについては、1966年（昭和41年）2月に片側供用を開始した。

## 現状
沿道には起点から終点まで、郊外型大型店や自動車販売店等が立ち並ぶ。起点から上並榎町交差点までと前橋市のNHK前交差点から終点までを除き、全線6車線（片側3車線）で供用されているが、6車線区間内では一般道路との交差点のほとんどが平面交差である。この為、特に高崎市緑町交差点や前橋市元総社町南交差点では、右折する車などで朝夕や休日の渋滞が激しいようである。

こうした現状を踏まえ、高崎市を通らず、直接埼玉県から群馬県渋川市を短距離で結ぶ、すなわち中山道に沿う経路である当バイパスを、まったくの別経路としてバイパスする熊谷渋川連絡道路が計画され、2017年に全通した（埼玉県内は側道としての暫定開通）が、そちらには暫定2車線の区間がまだあるため、当バイパスの完全な代替的存在にはまだなっていない。

## 君が代橋東交差点

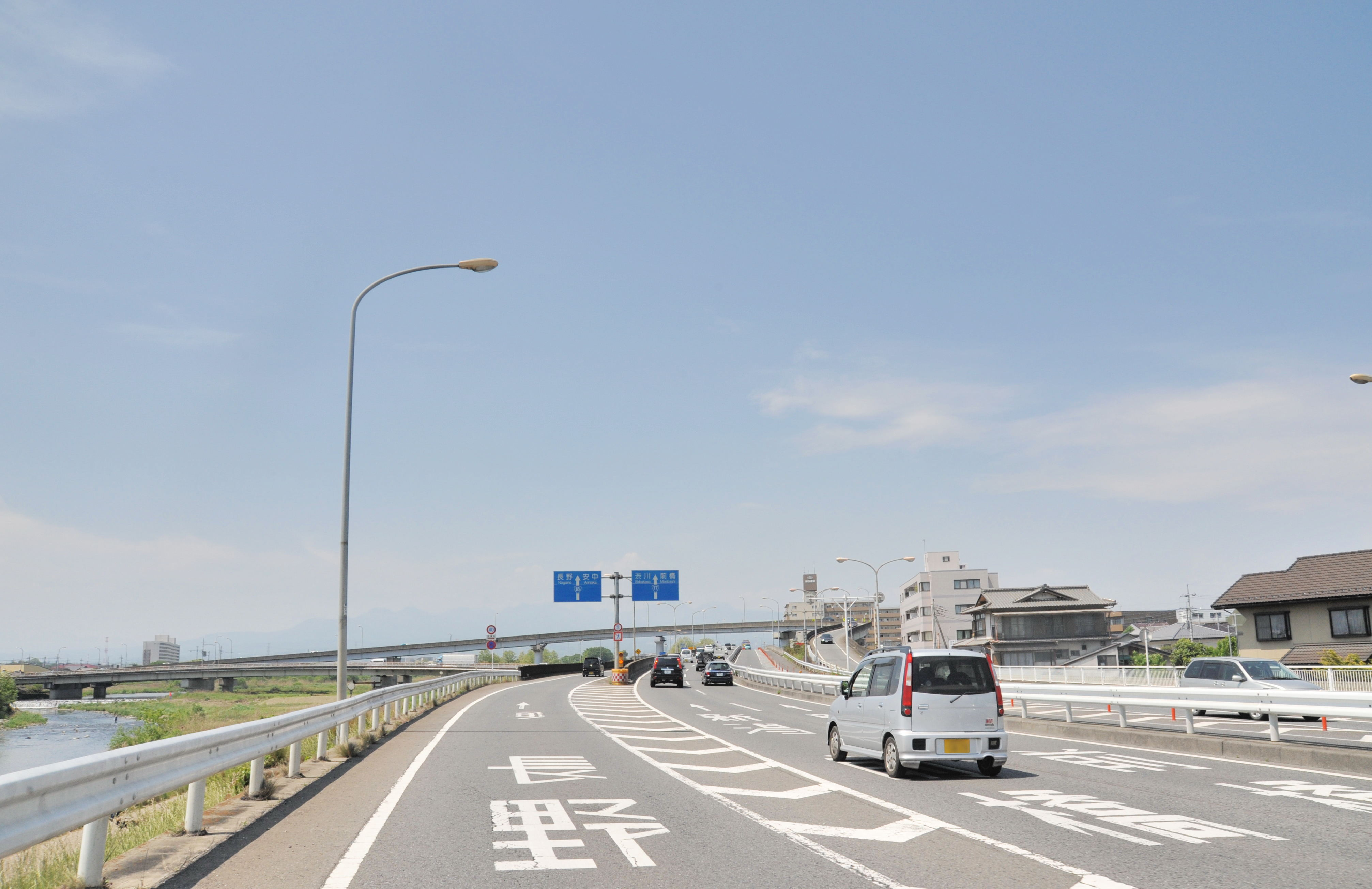
君が代橋東交差点

君が代橋東交差点（きみがよばしひがしこうさてん）は当バイパス起点にあたり、当バイパスと国道18号・国道354号が交わる交差点。並榎インターチェンジ（なみえインターチェンジ）とも呼ばれ、国道18号・354号は本交差点が起点となっている。烏川にかかる「君が代橋」が交差点西側にある。
- 群馬県でも有数の交通の要所であるが、同時に渋滞の名所ともなっていた。（立体化当時は高崎市道高崎環状線等のバイパス道路も未完成）昭和50年代に「君が代橋」の掛け替えを伴う大規模な拡幅・立体化を行い、現在の姿となった。

- 本ICは高架構造を伴う3層立体構造となっており、

1階(地上)部
国道18号本線・国道354号本線（平面交差点）
国道17号東京方面より国道18号へのランプウェイ（1車線）
2階部 - 国道17号本線（高崎第一陸橋・往復4車線）
（並榎IC立体部供用以前は往復4車線の供用であったが、立体部完成時に国道18号からの合流を円滑化するため国道17号東京方面上り本線はゼブラゾーンにより1車線に減少し、合流部より17号本線＋18号合流を合わせて2車線となるよう構造変更された。）
3階部 - 国道18号より国道17号東京方面へのランプウェイ（1車線）
となっている。
- 国道18号より国道17号東京方面へのランプウェイは烏川対岸より分岐し、「君が代橋高架橋」として国道18号本線部とは分かれて並榎IC3階部へとアプローチしており、非常に大規模な構造である。国道17号本線部および国道18号と国道17号東京方面との相互の通行は、一切の信号制御を伴わないジャンクション構造となっている。
- 国道17号新潟方面より国道18号及び国道354号へのアプローチは本IC内ではなく、国道17号本線より上並榎町地内から分岐するランプウェイにより接続する国道354号・並榎町西交差点にて行っている。
- 立体化の際に生じた国道17号上り本線の1車線減少が著しい交通渋滞を招いていたことから、高崎バイパス「高松立体」整備の関連事業とし並榎ICの改良にも着手し、2023年（令和5年）3月15日に供用を開始した。本改良により国道18号から国道17号東京方面へのランプウェイが延長される形で国道18号合流部の国道17号東京方面が3車線拡幅され、これまでランプウェイ終端部で国道18号とともに国道17号に合流していた国道354号も2段階合流に変更され交通容量が増加したことで、並榎IC北側での国道17号上り本線の1車線絞り込みが解消され2階部が当初の2車線に復帰した。

### 交差点の概要

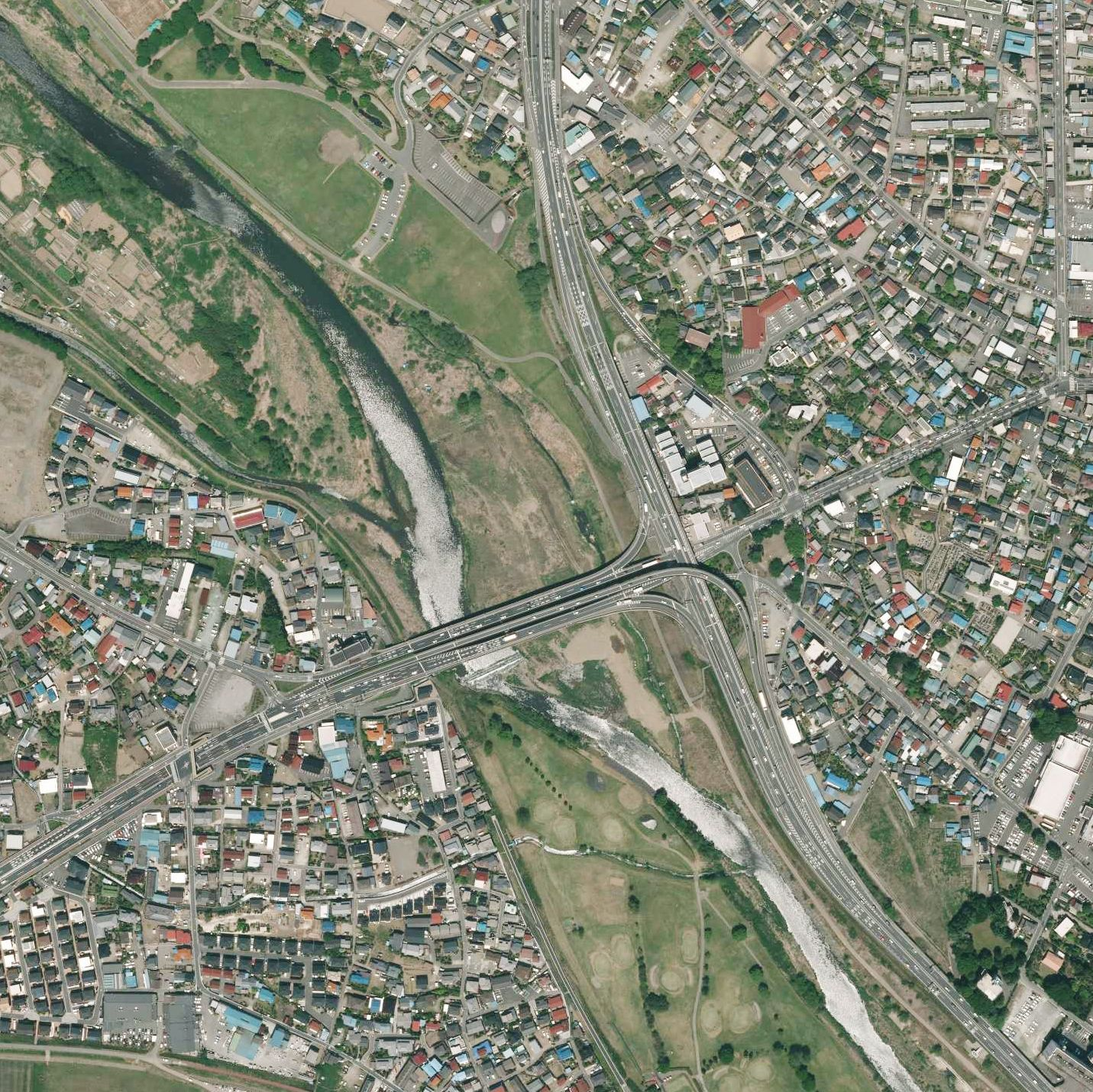
君が代橋
（2010年撮影）。

- 南 - 国道17号（高崎バイパス）・群馬県道26号高崎安中渋川線（高崎市若松町・聖石橋交差点まで国道17号と重複）
- 北 - 国道17号（高崎前橋バイパス）
- 西 - 国道18号（起点）・群馬県道26号高崎安中渋川線（隣の君が代橋西交差点まで国道18号と重複）
- 東 - 国道354号（起点）

## 接続するバイパスの位置関係
（東京方面）高崎バイパス - 高崎前橋バイパス （新潟方面）